# Girolamo Rossi (storico)
Girolamo Rossi (Ravenna, luglio 1539 – Ravenna, 8 settembre 1607) è stato uno storico, filosofo e medico italiano.

## Biografia
Nato da Francesco Rossi e Isabella Lodovicchio nel luglio 1539, dimostrò fin da giovane una propensione agli studi. A quindici anni recitò in pubblico, in occasione dell'arrivo di Ranuccio Farnese come arcivescovo di Ravenna, una propria orazione latina. Si recò poi a Roma dallo zio frate carmelitano Giovanni Battista Rossi per dedicarsi agli studi letterari, filosofici e medici. Infine a Padova si dottorò in filosofia e medicina. Torna poi nella sua città natale e, su sollecitazione del padre, a 28 anni sposa la ravegnana Laura Bifolchi. A Ravenna svolge la professione di medico e nel 1604 riceve il titolo di deputato dal Senato di Ravenna durante il papato di Clemente VIII. Rossi godette di un'ottima reputazione come medico, tanto da essere richiesto dalle comunità vicine di Fano, Pesaro e Urbino.
Nel corso della sua vita si interessò ai testi greci e tenne una corrispondenza con altri dotti del suo tempo. Scrisse diverse opere in latino tra le quali una celebre opere sulla distillazione, stampata a Ravenna, Venezia e Basilea. Commentò l'opera medica di Cornelio Celso e scrisse un dialogo sull'ignoranza dei medici, ricordato da Vincenzo Carrari ma forse andato perduto. Scrisse inoltre attorno alla vita di papa Niccolò IV e di Giulio Ferretti, giureconsulto ravennate. Pubblicò anche opere in italiano, un libro con gli insegnamenti di antichi e moderni filosofi e alcune poesie tra cui un poemetto in ottave che descrive la pace di Ravenna del 1562 dopo la sanguinosa guerra civile. Produsse perfino una canzone per celebrare la vittoria cristiana sui musulmani nel golfo di Lepanto.
La sua opera più importante però è la storia della città di Ravenna dai suoi inizi fino al XVI secolo. L'opera fu apprezzata a tal punto da essere pubblicata con soldi pubblici. Nel 1826 Jacopo Landoni ne pubblico un'edizione parziale (tratta dall'anno 1500 al 1513), traducendo dal latino alla lingua volgare. Nel 1996 presso Longo Editore esce Storie ravennati, versione in italiano integrale tradotta e curata da Mario Pierpaoli.

## Opere

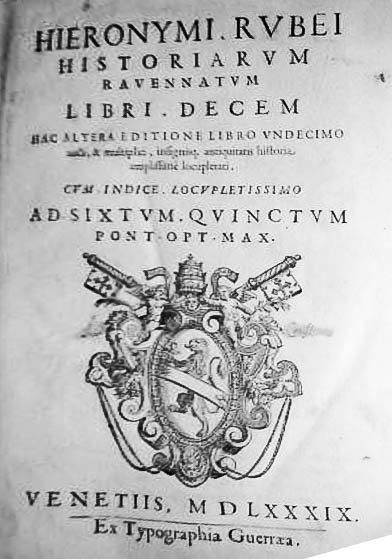
Frontespizio dell'Historiarum Ravennatum in un'edizione del 1589

- Historiarum Ravennatum libri decem 1572, Venezia
- Vita Nicolai papæ IV 1761, Pisa
- De distillatione 1582, Ravenna
- De melonibus 1607
- Ad Cornelium Celsum librum annotationes 1616, Venezia

## Riconoscimenti
A Ravenna è a lui dedicata una via del centro storico, quella dove un tempo risiedeva la sua abitazione. Tra l'attuale civico 24 e 26 è affissa una lapide commemorativa, che recita queste parole di Filippo Mordani: